# Andrew Johnson National Historic Site
L'Andrew Johnson National Historic Site est un site historique national américain à Greeneville, dans le Tennessee. Créé le 11 décembre 1963 et inscrit au Registre national des lieux historiques depuis le 15 octobre 1966, il protège plusieurs bâtiments liés à Andrew Johnson, le président des États-Unis après l'assassinat d'Abraham Lincoln. Il est administré par le National Park Service.